# Различия в корейском языке между Северной Кореей и Южной Кореей
Различия в корейском языке в Республике Корее и Корейской Народно-Демократической Республике (здесь: на Юге и Севере Кореи) включают в себя фонетические, пунктуационные и лексические расхождения.

## Общие сведения
В 1933 году, во время японского правления в Корее, основанное в 1908 году Общество хангыля («Хангыль хакхве», 한글 학회) предложило стандартизированную орфографию для корейского языка (한글 맞춤법통일안, хангыль маччхумбоп тхониран). Эта система использовалась до 1948 года, когда Корея разделилась на две части.
Нормативный корейский язык на Севере и Юге различается. В 1954 году были изданы северокорейские правила орфографии «Чосоно чхольчабоп» (조선어 철자법), и, хотя оно вводило совсем небольшие изменения, язык Севера и Юга начал разделяться именно с этого времени.
3 января 1964 года Ким Ир Сен, развивая идеи чучхе, выпустил сборник мыслей о развитии корейского языка «Несколько проблем в развитии корейского языка» (조선어를 발전시키기 위한 몇 가지 문제, Чосонорыль пальччонсикхиги вихан мёт каджи мундже), а 14 мая 1966 года — эссе «О правильном развитии национальных особенностей корейского языка» (조선어의 민족적 특성을 옳게 살려 나갈 데 대하여, Чосоное минджокчок тхыксонъыль олькхе саллё нагаль те тэхаё). В том же году национальным языковым комитетом были опубликованы «правила литературного корейского языка» (조선말규범집, Чосонмаль кюбомджип). Эти документы увеличили различия между говором Севера и Юга. В 1987 году Северная Корея пересмотрела правила орфографии, на 2011 год это действующая редакция правил. Вдобавок, в 2000 году были выпущены «Правила расстановки пробелов в письменном корейском» (조선말 띄여쓰기규범, Чосонмаль ттиёссыги кюбом); в 2003 году эти правила были заменены «Правилами расстановки пробелов» (띄여쓰기규정, Ттиёссыги кюджонъ).
Несколько лингвистов, озабоченных отдалением языковых вариантов КНДР и РК, с середины 1980-х годов работают над созданием 330 000-словного общекорейского словаря.
В этой статье используется Международный фонетический алфавит и символы:
- вертикальная черта | | для морфофонем;
- косая черта / / для фонем;
- квадратные скобки [ ] для аллофонов.

В целях более точной транскрипции буква ㅓ транскрибируется как /ʌ/ при описании южнокорейских и общекорейских слов и как /ɔ/ при описании слов с Севера.

## Чамо
На Севере и Юге пользуются одними и теми же буквами хангыля (чамо). Однако на Севере штрих, который отличает ㅌ |tʰ| от ㄷ |t|, пишется над буквой, а не внутри, как на Юге.
На Юге составные гласные буквы ㅐ |ɛ|, ㅒ |jɛ|, ㅔ |e|, ㅖ |je|, ㅘ |wa|, ㅙ |wɛ|, ㅚ |ø|, ㅝ |wʌ|, ㅞ |we|, ㅟ |y|, ㅢ |ɰi| и удвоенные согласные ㄲ |k͈|, ㄸ |t͈|, ㅃ |p͈|, ㅆ |s͈|, ㅉ |tɕ͈| не считаются самостоятельными буквами, в отличие от Севера.
Некоторые чамо называются на Севере и Юге по-разному.
| Чамо      | Южнокорейское название        | Северокорейское название      |
| --------- | ----------------------------- | ----------------------------- |
| ㄱ \|k\|  | 기역 [kijʌk̚], киёк            | 기윽 [kiɯk̚], киык             |
| ㄷ \|t\|  | 디귿 [tiɡɯt̚], тигыт           | 디읃 [tiɯt̚], тиыт             |
| ㅅ \|s\|  | 시옷 [ɕiot̚], сиот             | 시읏 [ɕiɯt̚], сиыт             |
| ㄲ \|k͈\|  | 쌍기역 [s͈aŋɡijʌk̚], ссанъкиёк  | 된기윽 [tøːnɡiɯk̚], твенгиык   |
| ㄸ \|t͈\|  | 쌍디귿 [s͈aŋdiɡɯt̚], ссанъдигыт | 된디읃 [tøːndiɯt̚], твендиыт   |
| ㅃ \|p͈\|  | 쌍비읍 [s͈aŋbiɯp̚], ссанъбиып   | 된비읍 [tøːnbiɯp̚], твенбиып   |
| ㅆ \|s͈\|  | 쌍시옷 [s͈aŋɕiot̚], ссанъсиот   | 된시읏 [tøːnɕiɯt̚], твенсиыт   |
| ㅉ \|tɕ͈\| | 쌍지읒 [s͈aŋdʑiɯt̚], ссанъджиыт | 된지읒 [tøːndʑiɯt̚], твенджиыт |

На Юге используются названия чамо из трактата 1527 года «Хунмон чахве» (훈몽자회, 訓蒙字會), а названия в КНДР придумали по схеме «буква + 이 + 으 + буква». Удвоенные согласные на Юге называются «двойными» (쌍- /s͈aŋ-/), а на Севере — «сильными» (된- /tøːn-/).

### Порядок чамо
Гласные
| Юг:    | ㅏ  | ㅐ   | ㅑ   | ㅒ   | ㅓ  | ㅔ   | ㅕ   | ㅖ   | ㅗ  | ㅘ   | ㅙ   | ㅚ   | ㅛ   | ㅜ   | ㅝ   | ㅞ   | ㅟ   | ㅠ   | ㅡ   | ㅢ   | ㅣ   |
|        | [a] | [ɛ]  | [ja] | [jɛ] | [ʌ] | [e]  | [jʌ] | [je] | [o] | [wa] | [wɛ] | [ø]  | [jo] | [u]  | [wʌ] | [we] | [y]  | [ju] | [ɯ]  | [ɰi] | [i]  |
| Север: | ㅏ  | ㅑ   | ㅓ   | ㅕ   | ㅗ  | ㅛ   | ㅜ   | ㅠ   | ㅡ  | ㅣ   | ㅐ   | ㅒ   | ㅔ   | ㅖ   | ㅚ   | ㅟ   | ㅢ   | ㅘ   | ㅝ   | ㅙ   | ㅞ   |
|        | [a] | [ja] | [ɔ]  | [jɔ] | [o] | [jo] | [u]  | [ju] | [ɯ] | [i]  | [ɛ]  | [jɛ] | [e]  | [je] | [ø]  | [y]  | [ɰi] | [wa] | [wɔ] | [wɛ] | [we] |

Согласные
| Юг:    | ㄱ  | ㄲ  | ㄴ  | ㄷ  | ㄸ  | ㄹ  | ㅁ  | ㅂ  | ㅃ   | ㅅ    | ㅆ   | ㅇ      | ㅈ   | ㅉ   | ㅊ    | ㅋ   | ㅌ   | ㅍ   | ㅎ   |     |
|        | [k] | [k͈] | [n] | [t] | [t͈] | [l] | [m] | [p] | [p͈]  | [s]   | [s͈]  | [∅]/[ŋ] | [tɕ] | [tɕ͈] | [tɕʰ] | [kʰ] | [tʰ] | [pʰ] | [h]  |     |
| Север: | ㄱ  | ㄴ  | ㄷ  | ㄹ  | ㅁ  | ㅂ  | ㅅ  | ㆁ  | ㅈ   | ㅊ    | ㅋ   | ㅌ      | ㅍ   | ㅎ   | ㄲ    | ㄸ   | ㅃ   | ㅆ   | ㅉ   | ㅇ  |
|        | [k] | [n] | [t] | [l] | [m] | [p] | [s] | [ŋ] | [tɕ] | [tɕʰ] | [kʰ] | [tʰ]    | [pʰ] | [h]  | [k͈]   | [t͈]  | [p͈]  | [s͈]  | [tɕ͈] | [∅] |

На Севере дифтонги считаются отдельными чамо, их место в алфавите — после чистых гласных.
На Юге дифтонги находятся среди чистых гласных: после ㅏ идёт ㅐ, сочетание ㅏ и ㅣ; после ㅗ идут ㅘ , ㅙ и ㅚ, начинающиеся с ㅗ.
На Севере разделяются буква ㆁ |ŋ|, называемая «есиын» и расположенная между ㅅ и ㅈ, и собственно «иын» для нулевой инициали, расположенная в самом конце алфавита и встречаемая в слогах, начинающихся с гласной.
На юге буквы для нулевой инициали и конечного [ŋ] считаются за одну букву ㅇ, располагаемую между ㅆ и ㅈ.

## Произношение

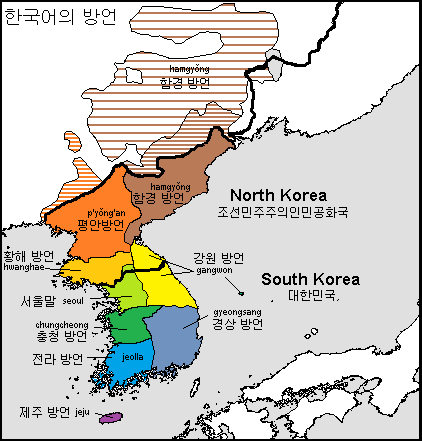
Диалекты корейского языка

Южный и северный варианты корейского языка обладают одинаковым числом фонем, но между ними имеются различия в произношении.

### Согласные
В сеульском произношении согласные ㅈ, ㅊ и ㅉ обычно произносятся с альвеоло-палатальными аффрикатами [tɕ], [tɕʰ], [tɕ͈], а в пхеньянском тем же буквам соответствуют альвеолярные аффрикаты: [ts], [tsʰ], [ts͈]. Слоги 지 и 시 на Севере могут произноситься без палатализации: [tsi], [si].
В заимствованных из китайского языка словах иногда опускаются начальные ㄴ |n| и все ㄹ |l|. И ㄴ, и ㄹ всегда пишутся и произносятся. Например, распространённая фамилия 이 [i], И, на Севере записывается и произносится как 리 [ɾi], Ри. В русском языке эта фамилия известна как Ли. Корейское слово ёджа, 여자 [jʌdʑa], «женщина», пишется на Севере 녀자 (произносится нёджа, [njɔdʑa]), но, так как такое произношение было введено искусственно, пожилые северокорейцы могут испытывать трудности с произношением ㄴ и ㄹ в начале слов.

### Гласные
Гласный звук ㅓ /ʌ/ в северокорейском огубленный, в отличие от южнокорейского. В записи МФА южнокорейский звук будет выглядеть как [ʌ̹] или [ɔ̜], а пхеньянский — [ɔ]. Из-за северокорейской огубленности сеульцы могут принять северокорейский ㅓ за ㅗ /o/. Кроме того, разница между ㅐ /ɛ/ и ㅔ /e/ в речи молодых сеульцев понемногу стирается, но неизвестно, происходит ли аналогичное в речи северокорейцев.

### Музыкальное ударение
В корейском языке имеется музыкальное ударение, своего рода двухтональная система: слог может произноситься высоким или низким тоном. Северокорейские музыкальные ударения отличаются от южнокорейских, но количество исследований этого вопроса очень мало. С другой стороны, в «Чосонмаль тэсаджон» (조선말대사전), опубликованном в 1992 году, указаны ударения для некоторых слов. Например, слово квеккори (꾀꼬리, [k͈øk͈oɾi] «корейский соловей») описано как имеющее ударение «232» («2» — низкий тон, а «3» — высокий). Речь дикторов на северокорейском телевидении очень напряжена: они почти кричат, что может свидетельствовать о том, что на их произношение нельзя ориентироваться как на речь «типичных пхеньянцев».

## Орфография

### Спряжение

#### 어 / 여
Слова, оканчивающиеся на ㅣ |i|, ㅐ |ɛ|, ㅔ |e|, ㅚ |ø|, ㅟ |y|, ㅢ |ɰi|, в формах, которые на Юге образуются добавлением к окончанию -어 /-ʌ/, на Севере прибавляют -여 /-jɔ/. На Юге произношение с /-jʌ/ также встречается.
| Спрягаемое слово | Южное спряжение         | Северное спряжение | Перевод       |
| ---------------- | ----------------------- | ------------------ | ------------- |
| 피다 [pʰida]     | 피어 (펴) [pʰiʌ (pʰjʌ)] | 피여 [pʰijɔ]       | «цвести»      |
| 내다 [nɛːda]     | 내어 [nɛʌ]              | 내여 [nɛjɔ]        | «давать»      |
| 세다 [seːda]     | 세어 [seʌ]              | 세여 [sejɔ]        | «считать»     |
| 되다 [tøda]      | 되어 (돼) [tøʌ (twɛ)]   | 되여 [tøjɔ]        | «становиться» |
| 뛰다 [t͈wida]     | 뛰어 [t͈wiʌ]             | 뛰여 [t͈wijɔ]       | «прыгать»     |
| 희다 [çida]      | 희어 [çiʌ]              | 희여 [çijɔ]        | «быть белым»  |

#### Исключения на ㅂ-
Когда состоящий из двух и более слогов корень спрягаемого слова оканчивается на ㅂ, например, 고맙다 [komap̚t͈a], то при спряжении на Юге с 1988 года гармония гласных игнорируется, а на Севере - сохраняется. Если корень содержит единственный слог, гармония сохраняется и на Юге (돕다 [toːp̚t͈a]).
| Спрягаемое слово | Южное спряжение | Северное спряжение | Перевод     |
| ---------------- | --------------- | ------------------ | ----------- |
| 고맙다 [komap̚t͈a] | 고마워 [komawʌ] | 고마와 [komawa]    | благодарный |
| 가깝다 [kak͈ap̚t͈a] | 가까워 [kak͈awʌ] | 가까와 [kak͈awa]    | близкий     |

#### Индикация напряжённости согласных после окончаний на -ㄹ
Слова, где окончания завершаются буквой ㄹ |l|, согласно южной орфографии пишутся -ㄹ까 |-l.k͈a| и -ㄹ쏘냐 |-l.s͈.nja| чтобы указать на напряжённость согласных. На Севере такие слова пишутся -ㄹ가 |-l.ka|, -ㄹ소냐 |-l.so.nja|. Также на Юге до 1988 года окончание -ㄹ게 |-l.ɡe| записывалось как -ㄹ께 |-l.k͈e|, но с изменением правил орфография изменилась на такую же, как на Севере: -ㄹ게.

### Заимствованные из китайского слова

#### Начальные ㄴ / ㄹ
Начальные ㄴ |n| и ㄹ |l|, которые были в заимствованных из китайского словах, сохраняются на Севере, но на Юге подвергаются изменениям (두음법칙, туым попчик, «правило начального согласного»). Слова, начинающиеся с ㄹ, за которым стоит [i] или [j] (то есть ㄹ + ㅣ |i|, ㅑ |ja|, ㅕ |jʌ|, ㅖ |je|, ㅛ |jo|, ㅠ |ju|), ㄹ заменяется на ㅇ |∅|; если же за начальным ㄹ идёт любая другая гласная, он заменяется на ㄴ |n|.
| Юг               | Север             | Ханча  | Перевод          |
| ---------------- | ----------------- | ------ | ---------------- |
| 이성계 [isʌŋɡje] | 리성계 [ɾisɔŋɡje] | 李成桂 | «Ли Сонге»       |
| 연습 [jʌːnsɯp̚]   | 련습 [ɾjɔːnsɯp̚]   | 練習   | «практиковаться» |
| 낙하 [nakʰa]     | 락하 [ɾakʰa]      | 落下   | «падение»        |
| 냉수 [nɛːŋsu]    | 랭수 [ɾɛːŋsu]     | 冷水   | «холодная вода»  |

Аналогично, китайские заимствования, начинающиеся с ㄴ |n|, за которым идёт [i] или [j], на Юге теряют ㄴ, а на Севере ㄴ остаётся.
| Юг           | Север         | Ханча | Перевод    |
| ------------ | ------------- | ----- | ---------- |
| 이승 [isɯŋ]  | 니승 [nisɯŋ]  | 尼僧  | «монахиня» |
| 여자 [jʌdʑa] | 녀자 [njɔdʑa] | 女子  | «женщина»  |

Иногда разница сохраняется даже на Юге — в основном, для различения фамилий 유 (柳 [ju]) и 임 (林 [im]) от 유 (兪 [ju]) и 임 (任 [im]); первые могут быть произнесены как 류 (柳 [ɾju]) и 림 (林 [ɾim]).

#### Произношение ханчи
Если в заимствованном слове на Юге пишется 몌 |mje| или 폐 |pʰje|, то на Севере используется написание 메 |me|, 페 |pʰe|. Но даже на Юге такие слова произносятся 메 /me/, 페) /pʰe/.
| Юг                | Север            | Ханча | Перевод                |
| ----------------- | ---------------- | ----- | ---------------------- |
| 몌별 \|mjebjʌl\|  | 메별 \|mebjʌl\|  | 袂別  | «расставание, разлука» |
| 폐쇄 \|pʰjeːswɛ\| | 페쇄 \|pʰeːswɛ\| | 閉鎖  | «закрытие»             |

Некоторые знаки ханчи на Севере и Юге произносятся по-разному.
| Юг          | Север     | Ханча | Перевод                  |
| ----------- | --------- | ----- | ------------------------ |
| 갹 \|kjak̚\| | 거 \|kɔ\| | 醵    | «денежное пожертвование» |
| 왜 \|wɛ\|   | 외 \|ø\|  | 歪    | «искривление»            |

На Севере, кроме того, ханча 讐 «месть» обычно произносится 수 [su], но в единственном слове 怨讐 («враг») оно произносится 쑤 [s͈u]. Вероятно, так исключается омофония со словом 元帥 («маршал»), являющемся одним из титулов Ким Чен Ира, которое пишется 원수 |wɔn.su|.

### Сложные слова

#### Саи сиот
«Саи сиот», (사이 시옷, «средняя ㅅ») — явление, при котором в составные слова, произошедшие от несклоняемых слов, вставляется -ㅅ. На Севере этого явления не происходит, но произношение в двух странах одинаково.
| Юг     | Север  | Произношение                            | Перевод           |
| ------ | ------ | --------------------------------------- | ----------------- |
| 젓가락 | 저가락 | ［젇까락/저까락］, чотккарак / чоккарак | «палочки для еды» |
| 나뭇잎 | 나무잎 | ［나문닙］, намуннип                    | лист [дерева]     |

#### Окончания в сложных словах
Обычно окончания составных частей в сложных словах записываются, но когда этимология слова не прослеживается, окончания могут опускаться, а для носителей, соответственно, этимология и орфография может вызывать разногласия:
| Юг       | Север    | Перевод          |
| -------- | -------- | ---------------- |
| 올바르다 | 옳바르다 | «вертикальный»   |
| 벚꽃     | 벗꽃     | «цветение вишни» |

В первом примере, на Юге часть 올 указывает, что этимология утеряна, а слово записывается фонетически как 올바르다. На Севере считается, что слово произошло от 옳다, поэтому оно записывается как 옳바르다 (произносится так же). Другой пример — на Юге слово 벚꽃 считается составленным из 벚 и 꽃, а на Севере отдельные части более не распознаются, поэтому используется написание 벗꽃.

## Простановка пробелов
На Юге правила отделения слов пробелами не определены официально, а на Севере — наоборот, указаны очень точно. В общем, южнокорейские тексты обычно обладают бо́льшим количеством пробелов.

### Несамостоятельные слова
Несамостоятельные слова на Севере называются пурванджон мёнса (불완전명사, 不完全名詞, «неполные существительные»), а на Юге — ыйджон мёнса (의존 명사, 依存名詞, «зависимые существительные»). Это существительные, которые не могут употребляться отдельно, например, счётные слова и такие слова, как чуль (줄, «такой-то метод»), ри (리, «такая-то причина»): перед ними должен стоять глагол. Перед несамостоятельными словами на Юге ставится пробел, а на Севере — нет.
| Юг         | Север     | Чтение, значение                                  |
| ---------- | --------- | ------------------------------------------------- |
| 내 것      | 내것      | нэгот, «моя вещь»                                 |
| 할 수 있다 | 할수 있다 | хальсу итта, «быть способным сделать что-либо»    |
| 한 개      | 한개      | хангэ, «одна вещь (числительное + счётное слово)» |

### Вспомогательные глаголы
На Юге между основным и вспомогательным глаголами обычно ставится пробел. На Севере пробела нет никогда.
| Юг                  | Север    | Перевод              |
| ------------------- | -------- | -------------------- |
| 먹어 보다／먹어보다 | 먹어보다 | «пытаться есть»      |
| 올 듯하다／올듯하다 | 올듯하다 | «казаться наступать» |
| 읽고 있다           | 읽고있다 | «читать»             |
| 자고 싶다           | 자고싶다 | «хотеть спать»       |

На Юге в примерах выше вспомогательные глаголы после -아/-어 или приименного падежа могут записываться без пробела, но пробел после -고 не может опускаться.

### Неразделяемые сложные слова
Слова, составленные из двух или более отдельных слов и означающие некоторый самостоятельный предмет или явление, пишутся с пробелами на Юге, но слитно на Севере. Личные имена и термины могут записываться без пробелов и на Юге.
| Юг                                         | Север               | Перевод                                                                |
| ------------------------------------------ | ------------------- | ---------------------------------------------------------------------- |
| 국어 사전                                  | 국어사전            | «корейский словарь»                                                    |
| 경제 부흥 상황                             | 경제부흥상황        | «восстановление экономики»                                             |
| 서울 대학교 인문 대학／서울대학교 인문대학 | 서울대학교 인문대학 | «Факультет гуманитарных наук Сеульского государственного университета» |

Следует принимать во внимание, что хотя правила расстановки пробелов на Юге кодифицированы, орфография может меняться в зависимости от мнения носителя: например, слово 국어 사전 некоторые считают двумя словами, записывая его с пробелом, а другие — считают одним словом и пишут слитно.

## Выделение в тексте
В КНДР имена Ким Ир Сена, Ким Чен Ира и Ким Чен Ына всегда выделяются полужирным начертанием. В северокорейских компьютерных шрифтах (KP CheongPong, KP PusKul, KP CheonRiMa, KP CR Tungkeun и KP KwangMyeong) для них выделены отдельные места (, , ).

## Словарь
Литературный южнокорейский язык основан на сеульском диалекте, а северокорейский — на пхеньянском. Тем не менее, словарь обоих наречий основан на «Саджонъхан чосоно пхёджунмаль моым» (사정한 조선어 표준말 모음), опубликованном Комитетом корейского языка в 1936 году. Различия в словаре между наречиями, таким образом, минимальны. Тем не менее, из-за того, что на Юге и на Севере главенствуют разные политические силы, словари Юга и Севера пополняются разными неологизмами, а различия будут только усиливаться в будущем.

### Разница в словах, вызванная политическими и социальными причинами
| Юг                   | Север                       | Значение               |
| -------------------- | --------------------------- | ---------------------- |
| 한반도 (韓半島)      | 조선반도 (朝鮮半島)         | «Корейский полуостров» |
| 한국 전쟁 (韓國戰爭) | 조국해방전쟁 (祖國解放戰爭) | «Корейская война»      |
| 초등학교 (初等學校)  | 소학교 (小學校)             | «начальная школа»      |
| 친구 (親舊)          | 동무                        | «друг»                 |

Северокорейское слово «друг» (동무, тонъму) до разделения использовалось и на Юге. Однако после разделения северокорейцы стали использовать это слово как перевод русского слова «товарищ»; значение тонъму («товарищ») распространилось и на Юге, после чего вышло из употребления.

### Разница в заимствованных словах
Южная Корея заимствовала множество английских слов, а Северная — некоторое количество русских; кроме того, даже слова, заимствованные из одного и того же языка, могут иметь разные значения на Юге и Севере. На Юге для иностранных топонимов используется транслитерация английского топонима, а на Севере — местного.
| Юг         | Юг             | Юг                   | Север      | Север          | Север                     | Значение   |
| Корейский  | Транслитерация | Происхождение        | Хангыль    | Транслитерация | Происхождение             | Значение   |
| ---------- | -------------- | -------------------- | ---------- | -------------- | ------------------------- | ---------- |
| 트랙터     | тхырэкхо       | англ. tractor        | 뜨락또르   | ттырактторы    | рус. трактор              | трактор    |
| 스타킹     | сытхакхинъ     | амер. англ. stocking | 스토킹     | сытхокхинъ     | брит. англ. stocking      | чулок      |
| 폴란드     | Пхолланды      | англ. Poland         | 뽈스까     | Ппольсыкка     | пол. Polska               | Польша     |
| 헝가리     | Хонъгари       | англ. Hungary        | 마쟈르     | Маджяры        | венг. Magyar              | Венгрия    |
| 몬테네그로 | Монтенегыро    | англ. Montenegro     | 쯔르나고라 | Цырынагора     | черног. Црнагора/Crnagora | Черногория |
| 러시아     | Рощиа          | англ. Russia         | 로씨야     | Россия         | рус. Россия               | Россия     |

### Прочие различия в словаре
Остальные различия сводятся к междиалектным различиям Сеула и Пхеньяна.
| Юг        | Юг             | Север   | Север          | Значение          |
| Корейский | Транслитерация | Хангыль | Транслитерация | Значение          |
| --------- | -------------- | ------- | -------------- | ----------------- |
| 옥수수    | оксусу         | 강냉이  | канънэнъи      | «кукуруза»        |
| 수레      | суре           | 달구지  | тальгуджи      | «воловья повозка» |
| 거위      | кови           | 케사니  | кхесани        | «гусь»            |
| 망치      | манъчхи        | 마치    | мачхи          | «молот»           |
| 상추      | санъчху        | 부루    | пуру           | «капуста»         |
| 위        | ви             | 우      | у              | «на, над»         |

Слова 강냉이 и 우 встречаются в диалектах Южной Кореи.
Существуют северокорейские слова, для которых нет южнокорейских аналогов, например, глагол 마스다 (масыта, «ломать, разрушать») и его пассивный залог 마사지다 («быть сломанным, быть разрушенным») не имеют южнокорейских соответствий.